# Lyndsay Reid
Lyndsay Reid es un deportista neozelandés que compitió en judo. Ganó cuatro medallas de bronce en el Campeonato de Oceanía de Judo entre los años 1992 y 2000.

## Palmarés internacional
| Campeonato de Oceanía | Campeonato de Oceanía      | Campeonato de Oceanía | Campeonato de Oceanía |
| Año                   | Lugar                      | Medalla               | Categoría             |
| --------------------- | -------------------------- | --------------------- | --------------------- |
| 1992                  | Wellington (Nueva Zelanda) | Medalla de bronce     | –65 kg                |
| 1994                  | Sídney (Australia)         | Medalla de bronce     | –65 kg                |
| 1998                  | Apia (Samoa)               | Medalla de bronce     | –73 kg                |
| 2000                  | Sídney (Australia)         | Medalla de bronce     | –73 kg                |